# Brownsville, Wisconsin
Brownsville är en ort i Dodge County i Wisconsin i USA. Brownsville hade 581 invånare enligt 2010 års folkräkning.